# Баскетбол на летних Азиатских играх 2014
Соревнования по баскетболу на летних Азиатских играх 2014 представляли собой один из 36 видов спорта, по которым разыгрывались награды. Они проходили с 20 по 3 октября 2014 года. Проходили в Инчхоне на международной арене Самсан вместимостью 7 406 человек, а также в Хвасоне, спортивном комплексе Хвасона вместимостью 5 158 человек.

## Медали

### Общий зачёт
| Место | Страна      | Золото | Серебро | Бронза | Всего |
| ----- | ----------- | ------ | ------- | ------ | ----- |
| 1     | Южная Корея | 2      | 0       | 0      | 2     |
| 2     | Иран        | 0      | 1       | 0      | 1     |
| 2     | КНР         | 0      | 1       | 0      | 1     |
| 3     | Япония      | 0      | 0       | 2      | 2     |
| Всего | Всего       | 2      | 2       | 2      | 6     |

### Медалисты
| Дисциплина | Золото | Серебро | Бронза |
| ---------- | --- | --- | --- |
| Мужчины    | Южная Корея Мун Тхэ Джон Пак Чхан Хи Ян Дон Гын Ким Тхэ Суль Ли Джон Хён Ким Сон Хён Чо Сон Мин Ян Хи Джон Ким Джу Сон Хо Иль Ён О Се Гын Ким Джон Гю | Иран Rouzbeh Arghavan Sajjad Mashayekhi Behnam Yakhchali Mehdi Kamrani Arman Zangeneh Farid Aslani Hamed Afagh Oshin Sahakian Asghar Kardoust Mohammad Jamshidi Samad Nikkhah Bahrami Hamed Haddadi | Япония Такуми Исидзаки Рюмо Оно Макото Хиэдзима Такатоси Фурукава Ацуя Ота Наото Цудзи Косукэ Такэути Даики Танака Тэнкэцу Харимото Юки Тогаси Косукэ Канамару Дзёдзи Такэути |
| Женщины    | Южная Корея Ким Дан Би Ли Ми Сон Ли Гён Ын Пак Хйе Джин Квак Джу Ён Ян Джи Хи Пён Ён Ха Лим Ён Хи Ха Ын Джу Ким Джон Ын Кан Ён Сук Син Джон Джа       | КНР Лю Дань Цзинь Вэйна Юй Дун Ши Шуйфэн Сунь Сяоюй Шэнь Биньбинь Ма Сюэя Дин Юань Чжан Фань Ян Баньбань Ян Хэнъюй Цзинь Цзябао                                                                     | Япония Эвелин Мавули Хироми Сува Санаэ Мотокава Мутя Мори Мая Кавахара Юри Усида Руй Матида Нахо Миёси Руи Като Микото, Онума Ая Ватанабэ Сакура Акахо                        |

## Результаты

### Мужчины

#### Команды
| Несеяные                                                                     | Сеяные |
| ---------------------------------------------------------------------------- | --- |
| Гонконг Индия Казахстан Кувейт Мальдивы Монголия Палестина Саудовская Аравия | Китай (чемпион) Республика Корея (принимающая страна) Иран Япония Катар Филиппины Иордания Китайский Тайбэй |

#### Итог выступлений
| Место | Команда          |
| ----- | ---------------- |
| 1     | Республика Корея |
| 2     | Иран             |
| 3     | Япония           |
| 4     | Казахстан        |
| 5     | Китай            |
| 6     | Катар            |
| 7     | Филиппины        |
| 8     | Монголия         |

### Женщины

#### Команды
| Квалификация                           | Сеяные                                                                                       |
| -------------------------------------- | -------------------------------------------------------------------------------------------- |
| Гонконг Казахстан Монголия Непал Катар | Китай (чемпионы) Республика Корея (принимающая страна) Япония Китайский Тайбэй Таиланд Индия |

#### Итог выступлений
| Место | Команда          |
| ----- | ---------------- |
| 1     | Республика Корея |
| 2     | Китай            |
| 3     | Япония           |
| 4     | Китайский Тайбэй |
| 5     | Казахстан        |
| 6     | Индия            |
| 7     | Таиланд          |
| 8     | Монголия         |